# Cresporhaphis ulmi
Cresporhaphis ulmi är en svampart som beskrevs av Calat. & M.B. Aguirre 2001. Cresporhaphis ulmi ingår i släktet Cresporhaphis och familjen Trichosphaeriaceae.   Inga underarter finns listade i Catalogue of Life.